# Flugten fra Hønsegården
Flugten fra Hønsegården (engelsk: Chicken Run) er en britisk-amerikansk stop-motion animationsfilm fra 2000 instrueret af Nick Park. Filmen fik gode anmeldelser og har en rating på 97% på Rotten Tomatoes på baggrund af 157 anmeldelser, og har 88/100 på MetaCritic. Den indspillede for over $224 mio. mod et budget på $40 mio. og modtog flere filmpriser og var bl.a. nomineret til to BAFTAs.
Filmen er en slags parodi på Den store flugt fra 1963.

## Stemmer
| Figur       | Original stemme    | Dansk stemme       |
| ----------- | ------------------ | ------------------ |
| Ginger      | Julia Sawalha      | Annette Heick      |
| Rocky       | Mel Gibson         | Søren Pilmark      |
| Babs        | Jane Horrocks      | Trine Pallesen     |
| Nick        | Timothy Spall      | Claus Bue          |
| Fetcher     | Phil Daniels       | Torben Zeller      |
| Mr. Tweedy  | Tony Haygarth      | Per Pallesen       |
| Mrs. Tweedy | Miranda Richardson | Anne Marie Helger  |
| Fowler      | Benjamin Whitrow   | John Hahn-Petersen |
| Bunty       | Imelda Staunton    | Ellen Hillingsø    |
| Mac         | Lynn Ferguson      | Jette Sievertsen   |